# 스기우라 나오키
스기우라 나오키(Naoki Sugiura, 1931년 12월 8일 ~ 2011년 9월 21일)는 일본의 배우, 텔레비전 배우이다.
오카자키시에서 태어났으며 도쿄도에서 사망하였다. 사인은 폐암이다.

## 방송
- 윤무곡
- 클라이머즈 하이
- 너무 귀여워

## 영화
- 윤무곡-론도 (2006년) - 카자마 류이치로 역
- 편지 (2006년)
- 낚시 바보 일지 13 (2002년) - 키리야마 이츠오 역
- 추신구라 1/47 (2001년)
- 39 형법제39조 (1999년)
- 두근두근하게 죽는다 (1984년)
- 무뢰한 (1964년)
- 시즌 오브 더 위치 (1958년)
- 내일의 태양 (1956년)